# Broughton Ales
Broughton Ales Ltd, bryggeri i Biggar, Peeblesshire, Storbritannien. Bryggeriet invigdes 1979. 

## Exempel på varumärken
- Greenmantle Original
- The Ghillie
- Old Jock